# Tomburg

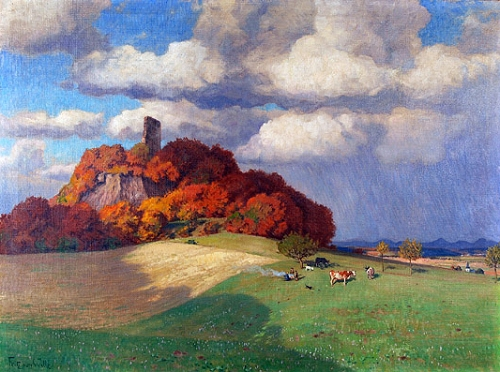
Gemälde aus den 1920er Jahren von Fritz von Wille

Die Tomburg ist die Ruine einer Höhenburg nahe dem Rheinbacher Ortsteil Wormersdorf bei Bonn. Sie liegt in einem kleinen Naturschutzgebiet auf dem 309,7 m ü. NHN  hohen Tomberg.

## Lage
Der Tomberg lässt sich naturräumlich innerhalb der Osteifel dem diese nach Norden zur Niederrheinischen Bucht abdachenden Swist-Eifelfuß (Rheinbacher Wald) zuordnen und bildet eine singuläre Erscheinung in dieser Region. Er ist in geologischer Hinsicht ein Relikt aus dem Tertiär, als flüssige Lava aus dem Erdinneren aufstieg und nach Erosion der Deckschichten eine kegelförmige Basaltkuppe hinterließ, und gilt als nördlichster Vulkan des Hocheifel-Vulkanfeldes oder peripherer beschrieben als südwestlich des Siebengebirgs-Vulkanfeldes gelegen.

## Geschichte
Siedlungsspuren auf dem Tomberg können bis in das 4. Jahrhundert zurückverfolgt werden und lassen auf eine Nutzung durch die Römer schließen. Die Burg entstand um 900 und wurde in späteren Jahrhunderten stark ausgebaut.
Der Pfalzgraf Ezzo und seine Ehefrau Mathilde, eine Schwester Kaiser Ottos III., residierten um 1000 in der Tomburg. Ihre Tochter Richeza wurde Königin von Polen, Sohn Otto erbte die Pfalzgrafschaft, wurde 1045 Herzog von Schwaben und starb 1047 auf der Tomburg. Mitte des 11. Jahrhunderts gehörte die Burg zum Erzbistum Köln. In einer Urkunde von 1052 bestätigte Papst Leo IX. dem Erzbischof Hermann II. von Köln, dass neben weiteren Orten auch die Tomburg mit zugehöriger Kirche zum Erzbistum gehört. Als Lehensnehmer folgten die Grafen von Kleve ab 1090 und 1230 die Herren von Müllenark als Burgherren. Zusätzlich erhielt Konrad Müllenark 1253 von Graf Dietrich IV. von Kleve das Burggrafenrecht von Tomburg. Sie nannten sich seit dieser Zeit „von Tomburg“.
Nach einer wechselvollen Geschichte verlor die Burg vom 14. Jahrhundert an ihre militärische Bedeutung. Denen von Tomburg, die sich als Raubritter betätigten, diente sie als Rückzugsort. Nach 1420 gab es durch Erbteilung mehrere Besitzer. Nach einem Streit mit Friedrich von Sombreff, Herrn zu Tomburg und Landskron, eroberte der Herzog von Jülich die Tomburg. Nach ihrer fast vollständigen Zerstörung am 7. September 1473 wurde sie nicht wieder aufgebaut.

## Heutige Situation
Bis in die Neuzeit dienten Ruine und Burgberg als Basaltsteinbruch. Dennoch sind ca. 70 % des Tombergs und Teile des Bergfrieds erhalten geblieben. Auch der Burgbrunnen mit einer Tiefe von 46 m ist noch vorhanden, der 1883 vom örtlichen Heimatverein ausgeschachtet wurde. Dabei wurden zahlreiche archäologische Funde, wie steinerne Kanonenkugeln, gemacht.
In den Jahren 2017 und 2018 wurde die Burgruine mit Unterstützung der Stiftung Denkmalschutz saniert. Am 1. Dezember 2017 wurde der gemeinnützige Verein „Freundeskreis Tomburg“ gegründet.

Bergfried
Unterer Restbereich des Bergfrieds (Mittlerweile abgesperrt)
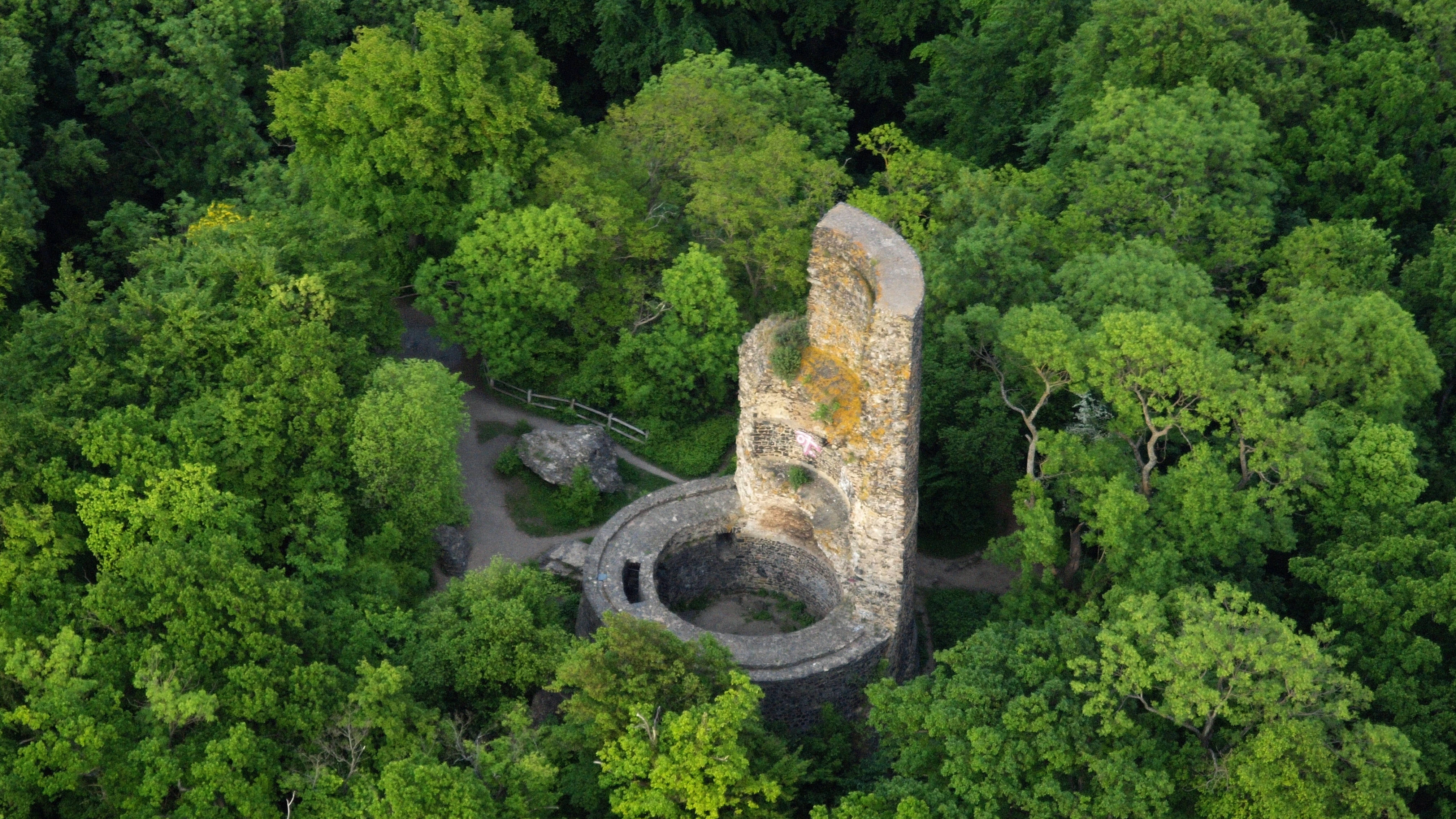
Luftaufnahme der Tomburg (2015)

## Naturschutz
Die Tomburg liegt im Naturschutzgebiet Tomberg. Angrenzend ist das Natura 2000 Schutzgebiet Wiesen bei Ruine Tomberg ausgewiesen.

## Sagen vom Burgbrunnen
Einer Sage nach soll auf dem Grund des Bodens des erhaltenen Burgbrunnens eine goldene Wiege liegen. Das Kind, das einst in der Wiege lag, sei der Sage nach zuvor verstorben. Der Graf habe die goldene Wiege hinabwerfen lassen, damit die Trauer der Gräfin endete. Einer weiteren Sage nach soll im Brunnen ein Schlüssel liegen, der die Schatzhöhle des letzten Ritters der Tomburg öffnet. Der Schatz werde aber von Doggen bewacht, welche auf die Rückkehr ihres Herren warten, der mit Hilfe des Schatzes die Burg erneut errichten soll.

## Rezeption
- Das Motiv der Tomburg findet sich stilisiert auf der Verpackung des bekannten Zuckerrübensirups Grafschafter Goldsaft, der im nahegelegenen Meckenheim hergestellt wird.
- Die in Rheinbach gelegene Tomburg-Kaserne der Bundeswehr ist ebenso nach der Tomburg benannt wie die dortige Realschule.
- Die Basaltkuppe des Tombergs mit der Burgruine ist das Motiv eines Gemäldes von Fritz von Wille in expressiver Gestaltung aus den 1920er-Jahren.